# Бірлесу
Бірлесу́ (каз. Бірлесу) — село у складі Келеського району Туркестанської області Казахстану. Адміністративний центр Жузумдіцького сільського округу.
Населення — 185 осіб (2021; 63 у 2009, 78 у 1999, 77 у 1989).